# 구니요시정
구니요시정(国吉町)은 지바현 이스미군에 일찍이 존재했던 정이다.

## 지리
- 구 이스미정의 동부, 현재의 이스미시 서부에 해당한다.
- 마을 안에는 이스미강이 흐르고 있다.

## 역사
- 1889년 4월 1일 - 정촌제 시행에 수반해 이스미군 구니요시촌이 성립하였다.
- 1893년 9월 22일 - 정으로 승격해 구니요시정이 되었다.
- 1954년 4월 29일 - 나카가와촌, 지마치촌과 합병해 이스미정이 성립해, 동일 구니요시정은 폐지되었다.

## 인구
| 1891년 | 3,397 |
| 1917년 | 3,897 |
| 1950년 | 4,368 |

## 교통

### 철도
- 일본국유철도 (→ 동일본 여객철도→ 이스미선)
  - 이스미 선

## 참고문헌
- 夷隅町史編さん委員会 『夷隅町史 通史編』、夷隅町、2004年
- 角川日本地名大辞典編纂委員会『가도카와 일본 지명 대사전 12 千葉県』、가도카와 쇼텐、1984年 ISBN 4040011201